# Quinto Fabio Massimo Eburno
Quinto Fabio Massimo Eburno (in latino Quintus Fabius Maximus Eburnus; fl. II secolo a.C.) è stato un politico romano, console nel 116 a.C..

## Biografia
Era pretore urbano nel 118 a.C., quando fu presidente della commissione che mise sotto accusa Gaio Papirio Carbone per l'uccisione di cittadini senza prove giudiziarie.
Nel 116 a.C. fu eletto console con Gaio Licinio Geta. Condannò a morte uno dei suoi figli per immoralità, ma poi fu accusato da Gneo Pompeo Strabone di aver ecceduto i limiti della patria potestas. Fu condannato all'esilio, probabilmente a Nuceria.